# Zhang Lu (Raumfahrer)
Zhang Lu (chinesisch 張陸 / 张陆, Pinyin Zhāng Lù; * November 1976 in Hanshou, Provinz Hunan, Volksrepublik China) ist ein chinesischer Kampfpilot und Raumfahrer.

## Jugend und Dienst in der Luftwaffe
Zhang Lu wurde im November 1976 in einem Dorf des Kreises Hanshou in der südchinesischen Provinz Hunan als ältestes Kind von Zhang Liangqi (张良启) und Lu Jinmei (陆金梅) geboren. Als er fünf Jahre alt war, zogen seine Eltern in die damalige Großgemeinde Chengguan (城关镇), den Regierungssitz der Kreisregierung, um unter dem Dach der dortigen Volkskommune eine Fischzucht zu eröffnen. Hierbei profitierte die Familie von der gerade begonnenen Reform- und Öffnungspolitik – sie gehörten zu den ersten „Zehntausend-Yuan-Haushalten“ (万元户) der Volkskommune. Das heißt, in einer Zeit, als das durchschnittliche Monatseinkommen eines Arbeiters 28 Yuan betrug und 1 kg Reis 0,14 Yuan kostete, hatten sie ein Brutto-Jahreseinkommen von 10.000 Yuan. Ab dem Alter von sechs Jahren half Zhang Lu im elterlichen Betrieb mit; zusammen mit Vater und Mutter schnitt er mit der Sichel die 100 kg Gras, die die Fische pro Tag verzehrten.
Das Haus, in dem die Familie seither lebt, liegt in der Einwohnergemeinschaft Shuangbanqiao (双板桥社区, „Zweibrettbrücke“) des heutigen Straßenviertels Chenyang (辰阳街道). Nach dem Besuch der 4. Grundschule von Chengguan (城关第四小学) wechselte für die Unterstufe des Gymnasiums an das nach einem 1929 im Alter von 27 Jahren ermordeten Revolutionär des Kreises benannte Zhan-Lepin-Gymnasium (詹乐贫中学).
Im elterlichen Betrieb war er zu dieser Zeit mit dem Fangen von Fischen und Krebsen betraut, wofür ihn sein Vater nun angemessen entlohnte. Nach dem Abschluss der Unterstufe bewarb er sich bei einem musischen Gymnasium. Er konnte gut singen und überzeugte bei der Aufnahmeprüfung auf Anhieb die Prüfungskommission. Als seine Mutter davon erfuhr, war sie jedoch strikt dagegen und wies ihren Sohn an, ein reguläres Gymnasium zu besuchen, um später an einer Universität zu studieren. Zhang Lu hörte auf seine Mutter und wechselte an das 1. Kreisgymnasium von Hanshou (汉寿县第一中学).
Nach dem Abitur trat Zhang Lu am 1. August 1996 in die Luftstreitkräfte der Volksrepublik China ein. An der Pilotenakademie der chinesischen Luftwaffe in Changchun absolvierte er seine Grundausbildung. Im April 1999 trat Zhang Lu in die Kommunistische Partei Chinas ein. Nach dem Abschluss seiner Ausbildung wurden bei der Volksbefreiungsarmee immer wieder neue Flugzeugtypen in Dienst gestellt. Zhang Lu hatte wiederholt Fortbildungskurse zu besuchen, bei denen die Zahl der Piloten durch Auswahlverfahren reduziert wurde. Später war er beim Stab eines Ausbildungsgeschwaders für die Planung der Schießübungen bei Luftkämpfen zuständig. Zhang Lu absolvierte 1200 unfallfreie Flugstunden, wofür ihm das Tätigkeitsabzeichen Militärluftfahrzeugführer der Stufe I verliehen wurde.

## Dienst im Raumfahrerkorps

### Ausbildung
Am 15. Oktober 2003 – er hatte kurz vorher geheiratet – verfolgte Zhang Lu zusammen mit seiner Frau in einem kleinen Restaurant am Fernseher die Landung von Yang Liwei, Chinas erstem Raumfahrer. Wie bei vielen Chinesen erwachte in ihm der Wunsch, ebenfalls Raumfahrer zu werden. Als er 2009 erfuhr, dass eine zweite Gruppe von Raumfahrern eingestellt wurde, bewarb er sich. Mit zehn Jahren Flugerfahrung und als Stabsoffizier bei der Luftwaffe bewiesenen Führungsqualitäten hatte er kein Problem, das mehrstufige Auswahlverfahren zu durchlaufen. Am 7. Mai 2010 wurde Zhang Lu in das Raumfahrerkorps der Volksbefreiungsarmee aufgenommen.
Als Jagdflieger war er zwar starke Beschleunigungen gewöhnt, diese dauerten in einem Flugzeug jedoch nur kurze Zeit. Beim Training in der Humanzentrifuge des Chinesischen Raumfahrer-Ausbildungszentrums, wo die Probanden einer sich bis auf 8 g ständig steigernden Belastung ausgesetzt werden, hatte er jedoch zunächst größere Schwierigkeiten und gehörte nur zu den Zweitbesten. Er fragte die erfahrenen Raumfahrer der Auswahlgruppe 1998 um Rat. Mit ihrer Hilfe schaffte er es schließlich, seine Atmung zu regulieren und das geforderte Niveau zu erreichen. Auch das Training für die Außenbordeinsätze fiel ihm nicht leicht. Der Feitian-Raumanzug wird durch eine Luke im Rücken der metallenen Rumpfschale bestiegen. Da Zhang Lu von Kindheit an schwer gearbeitet hatte, besitzt er relativ breite Schultern; er brauchte längere Zeit, bis er eine gute Methode gefunden hatte, seine Arme in die Ärmel und sich selbst in den Anzug zu bringen.

### Shenzhou 15
Anfang 2019 begann für die Raumfahrer die Vorbereitung auf den Bau der Chinesischen Raumstation, im Dezember 2019 wurden die Mannschaften eingeteilt. Von da an trainierte Zhang Lu – er wurde 2020 zum Großoberst (大校) befördert – immer gemeinsam mit Deng Qingming, der 2016 bei einem Bodenexperiment schon einmal 33 Tage in einem hermetisch verschlossenen Modell des Raumlabors Tiangong 2 verbracht hatte, und Fei Junlong, der 2005 bei Chinas zweiter bemannter Mission Shenzhou 6 schon einmal vier Tage im All gewesen war und nun als Mannschaftskommandant fungierte. Die drei waren für die Mission Shenzhou 15 vorgesehen, trainierten aber auch dafür, bei einem Ausfall der Primärmannschaft von Shenzhou 14 als Ersatzmannschaft jene Mission zu übernehmen. Beim Raumfahrerkorps der Volksbefreiungsarmee gibt es keine Ersatzleute, sondern es wird beim Ausfall einer Person immer die gesamte Mannschaft ausgewechselt.
Am 29. November 2022 um 15:08 Uhr UTC starteten Zhang Lu, Deng Qingming und Fei Junlong zur Raumstation, wo sie sechseinhalb Stunden später ankamen. Die Mannschaft von Shenzhou 14 blieb noch fünf Tage lang gemeinsam mit ihnen auf der Station. Danach war die Hauptaufgabe von Zhang Lu und seinen Kollegen die Inbetriebnahme der Geräte im Wissenschaftsmodul Mengtian. Am 9. Februar 2023 führte er zusammen mit Fei Junlong einen siebenstündigen Außenbordeinsatz durch, bei dem die beiden an der Außenwand des Wissenschaftsmoduls Mengtian eine zusätzliche Pumpe installierten.
Drei weitere Außenbordeinsätze, immer zusammen mit Fei Junlong, folgten, bei denen modulübergreifende Datenleitungen installiert und an den aufgeklappten Außennutzlast-Plattformen des Wissenschaftsmoduls Mengtian Stützstreben montiert wurden.
Bei der Mission Shenzhou 15 wurde wieder Schulunterricht aus dem All erteilt, diesmal allerdings nicht wie bisher per Live-Übertragung, sondern erstmals über einen Online-Kurs, den das  Büro für bemannte Raumfahrt aus während der Montage des Detektors für energetische Partikel am 7. Januar 2023 gemachten Videoaufnahmen erstellte. Zusammen mit dem für die Konstruktion der Frachtschleuse verantwortlichen Ingenieur von der Shanghaier Akademie für Raumfahrttechnologie fungierte Zhang Lu dabei als Lehrer und erläuterte den Schülern die Arbeitsschritte der Raumfahrer bei der Aktion.